# Charles Benedict Davenport

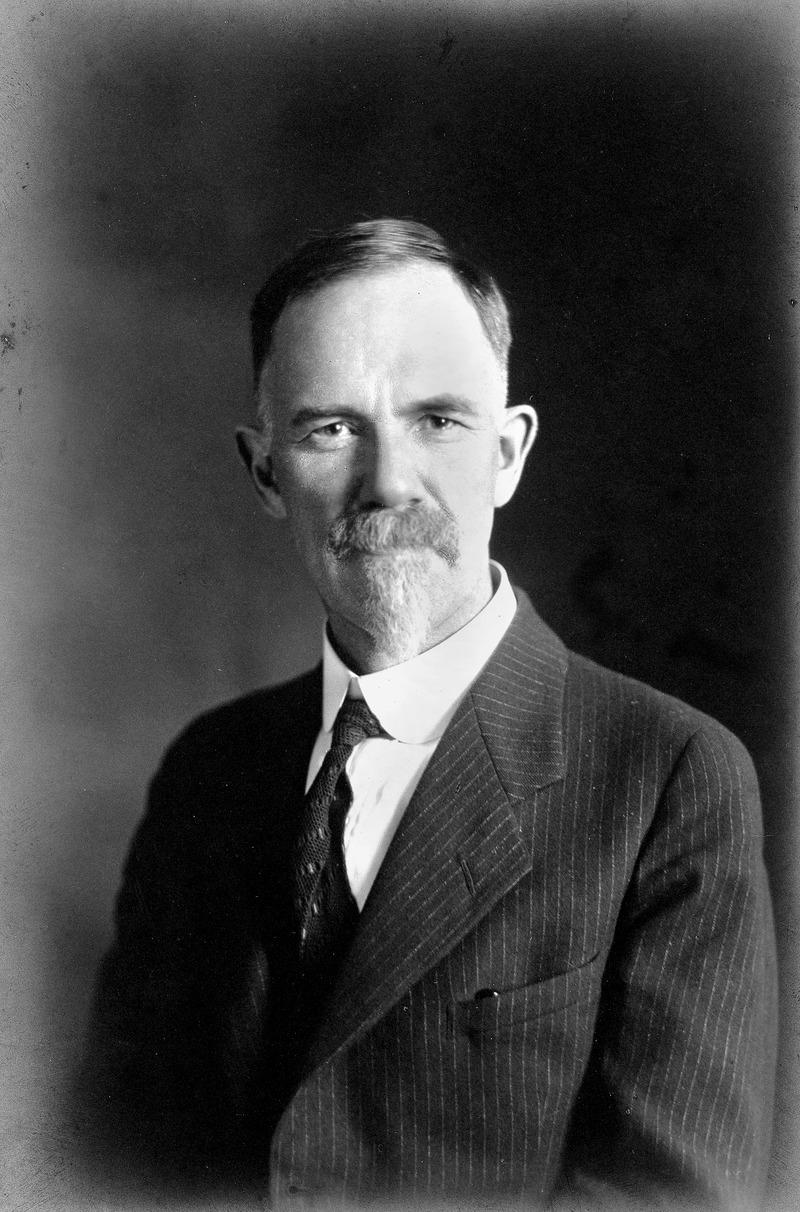
Charles Benedict Davenport

Charles Benedict Davenport (Stamford, Connecticut, 1 de junho de 1866 – 18 de fevereiro de 1944) foi um eugenista americano, fundador do Eugenic Record Office, ou ERO, que operou até 31 de Dezembro de 1939, onde estabeleceu métodos estatísticos biológicos e sua aplicação no estudo de problemas hereditários. Defendeu que o comportamento, e não somente as características físicas, era hereditário e no livro Heredity in Relation to Eugenics de 1911, advogou a proibição de casamentos interraciais, para além de defender a diminuição da imigração nos Estados Unidos da América, por considerar que eram inferiores.

## Biografia
Bacharelou-se na Universidade de Harvard em 1889 e Ph.D em zoologia, no ano de 1892, tornando-se instrutor. Publicou, baseado no matemático inglês Karl Pearson Statistical Methods With Special Reference to Biological Variation, em 1899.
Pioneiro na introdução de medidas quantitativas na taxonomia. Davenport tinha enorme admiração pela abordagem biométrica à evolução preconizada por Francis Galton e Karl Pearson, tendo feito parte do corpo editorial da revista científica de Pearson, Biometrika. No entanto, com a "redescoberta" das leis da hereditariedade de Gregor Mendel, Davenport converteu-se e tornou-se um grande defensor das ideias de Mendel sobre genética.
Davenport foi director do laboratório Cold Spring Harbor Laboratory em 1910, onde fundou o Eugenics Record Office, que operou até 31 de Dezembro de 1939. Aí iniciou a sua investigação no campo da hereditariedade humana, e grande parte do seu esforço passou a dedicar-se à promoção do eugenismo. O seu livro de 1911, Heredity in Relation to Eugenics ("A relação da hereditariedade com o eugenismo"), foi uma obra importante nesta área e foi usado como texto escolar durante muitos anos. No ano seguinte à sua publicação, Davenport foi eleito para a Academia Nacional das Ciências dos Estados Unidos.
Davenport e um seu assistente tentaram desenvolver uma abordagem quantitativa compreensiva à miscigenação, ou, nas suas próprias palavras, "cruzamento de raças" nos humanos. O resultado foi publicado em 1929 no livro Race Crossing in Jamaica ("Cruzamento racial na Jamaica"), que pretendia fornecer provas estatísticas sobre a degradação biológica e cultural resultante do cruzamento das populações brancas e negras. Actualmente este trabalho é catalogado como racismo científico, e foi fortemente criticado no seu tempo por tentar chegar a conclusões que eram fracamente suportadas (ou mesmo contrariadas) pelos dados objectivos apresentados.
Davenport manteve ligações com instituições e publicações da Alemanha Nazi antes e durante a Segunda Guerra Mundial. Estas ligações foram documentadas por Stefan Kühl. Por exemplo, Davenport foi editor de duas influentes revistas alemãs, ambas fundadas em 1935, e contribui para o Festschrift de Otto Reche em 1939, que se tornou um importante defensor do plano nazi para "remover" as populoações consideradas inferiores, da Alemanha de Leste.

## Obras selecionadas
- Observations on Budding in Paludicella and Some Other Bryozoa (1891)
- On Urnatella Gracilis (1893)
- Experimental Morphology (1897-99)
- Statistical Methods, with Special References to Biological Variation (1899; segunda edição, 1904)
- Introduction to Zoölogy, with Gertrude Crotty Davenport (1900)
- Inheritance in Poultry, Carnegie Institution Publication, No, 52 (Washington, 1906)
- Inheritance of Characteristics in Domestic Fowl, Carnegie Institution Publication, No. 121 (Washington, 1909)
- Heredity in Relation to Eugenics (1911)
- Heredity of Skin-Color in Negro-White Crosses, Carnegie Institution Publication, No. 188 (1913)
- Race Crossing in Jamaica (1929)